# 4769 Castalia

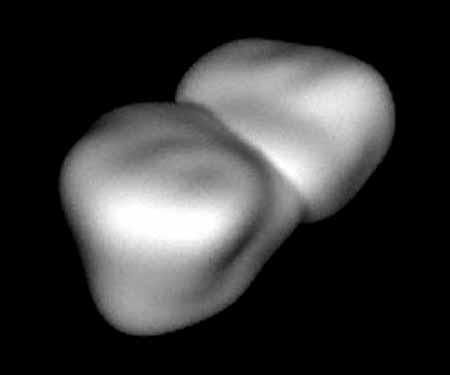
Radarbeeld

(4769) Castalia (1989 PB) is een pindavormige planetoïde binnen de banen van Mars, de Aarde en Venus. Het is dus niet alleen een van de Apollo-planetoïden, maar ook een Marskruisende planetoïde en een Venuskruisende planetoïde. Castalia werd ontdekt op 9 augustus 1989 door Eleanor Helin. Castalia heeft een omloop periode van 400 aardse dagen. De omloopbaan van Castalia brengt het op 11 maan afstanden van de Aarde. Hierdoor kon het met een radar geobserveerd worden. Castalia is vernoemd naar de nimf Castalia in de Griekse mythologie die door Apollon in een bron werd veranderd.